# Nasierowo-Dziurawieniec
Nasierowo-Dziurawieniec – wieś w Polsce położona w województwie mazowieckim, w powiecie ciechanowskim, w gminie Gołymin-Ośrodek.
W latach 1954–1961 wieś należała i była siedzibą władz gromady Nasierowo-Dziurawieniec, po jej zniesieniu w gromadzie Gostkowo. W latach 1975–1998 miejscowość administracyjnie należała do województwa ciechanowskiego.